# 渤海郡
渤海郡，中國隋朝設置的郡。

## 建置沿革
隋文帝开皇六年（586年），置棣州。隋煬帝大業二年（606年），改棣州为沧州。大業三年（607年），改滄州為渤海郡，領十縣：陽信、樂陵、滴河、猒次、蒲臺、饒安、無棣、鹽山、南皮、清池。治所在阳信县（今山东省阳信县西南西程子坞）。辖境相当今山东省滨州市、商河县以北，乐陵市及河北省南皮县以东，黄骅市以南，东至海。
隋末，渤海郡歸宇文化及之許，省併蒲臺縣。夏五鳳元年（618年），取渤海郡清池、樂陵、饒安、無棣、鹽山、南皮六縣置滄州，許渤海郡僅餘陽信、滴河、猒次三縣。唐高祖武德二年（619年），取許之渤海郡，改為滄州，渤海郡之名不再作為行政區劃名稱。

## 人口
- 隋煬帝大業五年（609年），渤海郡有122909戶。[2]

## 太守
- 楊雄，弘農華陰人，隋煬帝大業八年（612年）追贈。[4]
- 唐禕，隋煬帝大業八年（612年）被殺。[5]